# 1. HOL 1993./94.
Prva hrvatska odbojkaška liga za 1993./94. je predstavljala treće izdanje najvišeg ranga odbojkaškog prvenstva Hrvatske. 
Sudjelovalo je dvanaest klubova, a prvak je treći put zaredom bila Mladost iz Zagreba.

## Konačni poredak
1. Mladost, Zagreb
2. Željezničar, Osijek
3. Rijeka, Rijeka
4. Metaval - OLT, Osijek
5. Varaždin, Varaždin
6. Akademičar, Zagreb
7. Zrinski - Vibrobeton, Nuštar
8. Karlovac, Karlovac
9. Mirnapack, Rovinj
10. Metaval, Sisak
11. Novi Zagreb, Zagreb
12. Opatija, Opatija